# Miny przeciwtransportowe
Uzasadnienie: To samo pojęcie
Miny przeciwtransportowe – rodzaj min, które ustawia się na drogach i obiektach drogowych w ścisłym powiązaniu z węzłami niszczeń w celu zadania strat przeciwnikowi w środkach transportowych i sile żywej oraz utrudnienia jego ruchu. Miny przeciwtransportowe ustawia się przede wszystkim na trudnych do objazdu odcinkach dróg (cieśninach, wysokich nasypach, głębokich wykopach i pochyłościach) wiodących przez lasy, bagna, osiedla oraz na skrzyżowaniach dróg. Miny ustawia się na jezdni, poboczach, w rowach przydrożnych, w obiektach komunikacyjnych oraz na terenie przyległym do drogi, jeżeli umożliwiają one objazd zaminowanych lub zniszczonych odcinków dróg. Do minowania dróg i obiektów komunikacyjnych stosuje się miny specjalne i przeciwtransportowe miny kolejowe oraz miny przeciwpancerne i ładunki materiałów wybuchowych z etatowymi zapalnikami natychmiastowego lub opóźnionego działania oraz zwieraczami wibracyjnymi lub naciskowym.

## Miny niemieckie
RMi-43 (Riegelmine – wz. 43) - przeciwtransportowa mina ryglowa składała się z metalowego korpusu z pokrywą, ładunku materiału wybuchowego i pięciu zapalników. Ładunek o wadze 5 kg okryty był metalową blachą z pięcioma gniazdami do wkręcania zapalników (górnego, bocznych i czołowych). Jako boczne i czołowe stosowano zapalniki typu ZZ-42, ponadto z góry mógł być wkręcany jeszcze zapalnik od miny przeciwczołgowej, np. TMiZ-42. Wymiary miny wynosiły: 800×95×80 mm, a ciężar ogólny – ok. 9 kg. Po najechaniu kołem samochodu na minę następowało przecięcie szpilek bojowych, utrzymujących jej pokrywę w górnym położeniu, która opadając wyrywała zawleczki z zapalników bocznych lub czołowych (wewnętrznych) i następował wybuch. Była to mina nadzwyczaj trudno rozbrajalna, dlatego też podczas rozminowania rozbrajanie jej było surowo zabronione, a łamanie tego zakazu kończyło się zazwyczaj tragicznie.
Mina „Pałąk”

Mina przeciwtransportowa typu „Pałąk” mogła być wykonywana w warunkach polowych. Składała się z: drewnianego korpusu z pokrywą, ładunku materiału wybuchowego o ciężarze 1 kg i dwóch zapalników ZZ-42. Górne krawędzie ścian bocznych korpusu od środka ku ścianom czołowym były ścięte. Uzbrajania i rozbrajania miny dokonywano przez trójkątne wycięcia w ścianach czołowych. Po jej uzbrojeniu miała zamocowane dwa druty łączące pokrywę z zawleczkami zapalników. Wybuch miny następował po naciśnięciu na jeden z dwóch końców pokrywy, która działając jak dźwignia dwuramienna, powodowała wyciągnięcie zawleczki z zapalnika. Wymiary miny wynosiły: 260×190×120 mm, a jej ciężar wahał się w granicach 2,5–3 kg.
Nieetatowe miny przeciwtransportowe

Rodzaj fugasów, wykonywanych z granatów ręcznych, pocisków artyleryjskich i standardowych ładunków materiału wybuchowego. Miny tego typu sporządzano w warunkach polowych i stosowano dość często, zwłaszcza pod koniec wojny. Miały różną konstrukcję, nieraz bardzo pomysłową, zależną od posiadanych materiałów i środków oraz inteligencji i doświadczenia wykonujących je saperów. Spotykało się np. miny wykonane z łusek do pocisków haubicznych z włożonymi do nich 3–4 granatami ręcznymi i kostkami trotylu. Wolną przestrzeń wypełniano śrubami, gwoździami, odłamkami, łuskę zamykano drewnianym wiekiem z otworem na zapalnik naciskowy lub naciągowego działania. Minę zakopywano w ziemi, uzbrajano i maskowano.